# 明治学院高等学校
明治学院高等学校（めいじがくいんこうとうがっこう）は、東京都港区白金台一丁目に所在する私立高等学校。日本で最も古いキリスト教学校。明治学院大学の系列校で、生徒一人ひとりの個性を尊重した自由で多様を追求した教育を実施している。明治学院の開校年はその源流であるヘボン塾の開校年としている。

## 沿革
明治学院の起源は、1863年、米国長老派教会の宣教医J.C.ヘボンによって横浜に開かれたヘボン塾である。1886年に明治学院の名称決定し、翌年の1887年に校地を白金に移す。1907年に島崎藤村作詞による校歌を制定。

## 明治学院大学への進学
明治学院大学への進学には「明治学院大学系列校特別推薦」という内部試験制度がある。生徒の3～4割程度が明治学院大学へ進学する。近年、受験制度の変更などで内部進学を利用する生徒が増大した。
- 具体的な受験制度 
  - (1) 学年成績上位30%まで（A推薦）：書類審査
  - (2) 学年成績上位30% - 80%まで（B推薦）：全学部、書類審査と面接試験及び小論文試験

## 部活動
体育会系
- 陸上部
- 水泳部
- 男子/女子バスケット部
- 男子/女子バレー部
- サッカー部
- 軟式テニス部
- 硬式テニス部
- 卓球部
- 剣道部
- 軟式野球部
- バドミントン部
- ダンス部
- アメリカンフットボール部
- 昼休みサッカー部

文化系
- ギター部
- 美術部
- 写真部
- 化学部
- 天文部
- ESS部
- クッキング部
- ハイY部
- ハイグリー部（男女混声）
- ブラスバンド部
- 演劇部

同好会
- デジタルコンテンツ
- Free the Children
- 書道

体育会系クラブでは陸上部・軟式野球部などが関東大会進出、サッカー部・アメリカンフットボール部なども都大会で活躍するなど、安定した成績を収めている。
文化部ではブラスバンド部が2009年度の東京都吹奏楽コンクールで金賞を収めるなど活発な活動をしている。

## 制服
明治学院高校は、キリスト教教育に基づく自由な校風で知られているが、制服は指定がある。
また男女共通の学校指定のセーターは他校からも人気がある。鞄は自由である。

### 男性
- 紺ブレザー
- グレーのズボン
- 白ワイシャツ・ネクタイ（2色）

### 女性
- 紺ブレザー
- チェックスカート
- 白ブラウス・リボン（2色）
- 白ソックスまたはハイソックス・（2色）

## 著名な出身者（ヘボン塾含む）
- 島崎藤村（詩人、小説家）
- 和田英作（洋画家、帝室技芸員、文化勲章受章）
- 戸川秋骨（評論家、英文学者、翻訳家、随筆家）
- 馬場孤蝶（英文学者、評論家、翻訳家、詩人、元慶應義塾大学教授）
- 星野元治（実業家、政治家、群馬県議会議長、藍綬褒章）父は星野長太郎
- 三宅秀（医学者、洋学者、国会議員）東京大学で最初の医学博士
- 益田孝（三井物産創設者）
- 血脇守之助（元日本歯科医師会会長）東京歯科大学創立者の一人
- 沼間守一（江戸幕臣出身の政治家、ジャーナリスト）
- 佐藤百太郎（元領事）日本における百貨店の創始者
- 三浦襄（実業家）
- 白洲文平（実業家）
- 照井誉之介（北海道江差町長）
- 李光洙（文学者、思想家、元朝鮮日報副社長、元東亜日報編集長）
- 山崎敏夫（作家、俳優）
- 藤原義江（オペラ歌手、声楽家）藤原歌劇団の創始者
- 玉井操（実業家、元玉井商船社長、元日本サッカー協会副会長）
- 江口泰広（経営学者、学習院女子大学名誉教授）
- 高見沢俊彦（シンガーソングライター、ギタリスト、音楽プロデューサー）THE ALFEE二代目リーダー[2]
- 桜井賢（ベーシスト）THE ALFEEメンバー[2]
- 師岡正雄（フリーアナウンサー、元九州朝日放送、ニッポン放送アナウンサー）
- 東家夢助（落語家）
- 北川愛里（旧姓・山田、国連難民高等弁務官事務所職員、元TBSアナウンサー）
- 良原安美（TBSアナウンサー）
- 石川光太郎（元NHKアナウンサー、声優）
- 妹尾匡夫（放送作家）
- 松村克弥（映画監督）
- 前川泰之（俳優）
- 加藤ミリヤ（シンガーソングライター、ファッションデザイナー）[3]
- 若旦那（湘南乃風メンバー[3]）
- 鈴木涼美（文筆家、元AV女優、日本経済新聞記者）[4]
- 黒田和基（お笑いタレント・ブリキカラス）
- 丹羽又三郎（俳優）

## 交通
- 都営地下鉄浅草線 高輪台駅下車 徒歩6分
- 東京メトロ南北線・都営地下鉄三田線 白金台駅下車 徒歩7分
- 都営バス 品93 明治学院前下車。